# Преброяване на населението в Русия (2010)
| Емблема на преброяването. |  |                                                                                         |
| Емблема на преброяването. |  | Дмитрий и Светлана Медведеви взимат участие в преброяването на населението през 2010 г. |

Преброяването на населението в Русия през 2010 година е проведено от Федералната статистическа служба. Събират се статистически данни на демографска, икономическа и социална тема. Преброяването се провежда в периода 14 – 25 октомври 2010 г., а в някои места преброяването е проведено в периода 1 април – 20 декември 2010 г. Подготовката за преброяването започва през 2007 година. Обработката на данните, формирането на резултатите от тяхното публикуване и разпространение са изпълнени в периода 2010 – 2013 г.

## Резултати

### Етнически състав
- Най-голяма по численост малцинствена етническа група, по субекти на Руската федерация
- Дял на руснаците, по субекти на Руската федерация (в %)
- Дял на украинците, по субекти на Руската федерация (в %)
- Дял на беларусите, по субекти на Руската федерация (в %)
- Дял на германците, по субекти на Руската федерация (в %)
- Дял на татарите, по субекти на Руската федерация (в %)
- Дял на башкирите, по субекти на Руската федерация (в %)
- Дял на чувашите, по субекти на Руската федерация (в %)
- Дял на мордовците, по субекти на Руската федерация (в %)
- Дял на казахите, по субекти на Руската федерация (в %)
- Дял на азербайджанците, по субекти на Руската федерация (в %)
- Дял на арменците, по субекти на Руската федерация (в %)
- Дял на чеченците, по субекти на Руската федерация (в %)

## Възпоменателни монети и печати
| Възпоменателни монети, посветени на преброяване на населението. Сребърна монета от 3 рубли (вляво), Монета от биометален сплав с номиналната стойност на 10 рубли (вдясно). |
| Възпоменателни монети, посветени на преброяване на населението. Сребърна монета от 3 рубли (вляво), Монета от биометален сплав с номиналната стойност на 10 рубли (вдясно). |

Пощата на Русия издава печат с номинална стойност 12 рубли и тираж от 495 000 бр., посветен на преброяването през 2010 г.
Централната банка на Русия обявява, че на 2 август 2010 г. пуска в обращение две възпоменателни монети, посветени на преброяването:
- Сребърна монета с номинална стойност от 3 рубли (с тираж от 7500 копия);[3]
- Монета от биометален сплав (никел и сребро) с номинална стойност от 10 рубли (с тираж от 2 300 000 копия)[4]